# Eduard Strauss
Pour les articles homonymes, voir Strauss.
Cet article concerne Eduard Strauss I. Pour son petit-fils, voir Eduard Strauss II.
Eduard Strauss (Eduard Strauß, en allemand), né le 15 mars 1835 à Vienne où il est mort le 28 décembre 1916, est un compositeur autrichien. Avec son père Johann Strauss et ses frères Johann Strauss II et Josef Strauss, il constitue la dynastie musicale Strauss qui domine pendant des décennies le monde musical de Vienne en créant de nombreuses valses et polkas réputées dans toute l'Europe. Eduard Strauss est affectueusement surnommé Edi dans sa famille.

## Biographie
Le style d'Eduard Strauss lui est propre et le distingue de ses frères, dont il n'a pas cherché à reproduire les œuvres. Connu comme chef d'orchestre de musique dansante plutôt que comme un compositeur majeur, sa popularité est éclipsée par celle de ses frères aînés. Sachant parfaitement ce qu'il en est, il choisit de créer son propre style en se spécialisant dans la création de polkas rapides, connues en allemand sous le nom de « polka-schnell ».
Parmi ses œuvres les plus populaires qu'il écrit pour l'Orchestre Strauss dont il assure la direction, quelques-unes se distinguent particulièrement, notamment Bahn Frei op. 45, Ausser Rand und Band op.168, et Ohne Bremse op. 238. Il écrit également quelques très belles valses de moindre notoriété, la plus connue étant probablement le Doctrinen op.79.
La carrière musicale d'Eduard Strauss est marquée par sa compétition avec ses frères ainsi qu'avec Karl Michael Ziehrer, chef d'orchestre militaire et compositeur de musique et de danse. Karl Michael Ziehrer pousse cette rivalité jusqu'à créer un orchestre qu'il nomme « Ex-Orchestre d'Eduard Strauss », et à donner des concerts à Vienne sous cette appellation. Eduard Strauss lance avec succès une action en justice contre Ziehrer pour utilisation abusive et trompeuse de son nom. Mais Ziehrer finit par dépasser la famille Strauss en notoriété dans la Vienne de l'époque, en particulier après la mort de Johann Strauss II et Josef Strauss, plus talentueux que leur frère. Cette rivalité opposant les deux hommes se poursuit jusqu'à la dissolution de l'Orchestre Strauss (celui d'Eduard) le 13 février 1901.
Le 8 janvier 1863, Eduard Strauss épouse Maria Klenkhart, dont il a deux fils, Johann Strauss III et Josef Eduard Strauss. Son fils aîné, Johann Strauss III, assura la continuité de la réputation musicale de la famille Strauss au cours du XXe siècle.
Eduard Strauss connaît quelques revers personnels dans les années 1890, en particulier lors de la mort de son frère Johann Strauss II en 1899. Lorsqu'il se rend compte que sa proche famille a dilapidé sa fortune personnelle, il décide de prendre sa retraite. Il conduit la dernière tournée de sa carrière en Amérique du Nord en 1899 et dissout l'Orchestre Strauss en 1901. Il retourne alors vivre à Vienne, jusqu'à sa mort en 1916. Pendant cette période, il met un terme définitif à sa vie publique et ne participe à aucune activité de la vie musicale de Vienne. Il documente néanmoins les mémoires de sa famille, intitulées Erinnerungen et publiées en 1906. Miné par le ressentiment, il détruit par le feu, durant trois journées d'octobre 1907, l’ensemble des papiers, manuscrits, documents de toutes sortes de ses frères. « Un tel autodafé est sans exemple dans l’histoire de la musique » commente le musicologue français Henry-Louis de La Grange.

## Œuvre musicale
Œuvres personnelles
- Ideal, Polka-française op. 1 (1863)
- Bahn Frei!, Polka-schnell op. 45
- In Künstlerkreisen, Polka-française op. 47
- Mit Dampf!, Polka-schnell op. 70
- Auf und Davon!, Polka-schnell op. 73
- Fesche Geister, waltz op. 75
- Doctrinen waltz, op. 79
- Interpretationen, waltz op. 97
- Ohne Aufenthalt, Polka-schnell op. 112
- Carmen-Quadrille, op. 134
- Das Leben ist doch Schön, waltz op. 150
- Leuchtkäferln, waltz op. 161
- Ausser Rand und Band, Polka-Schnell op. 168
- Krone und Schleier, waltz op. 200
- Mit Chic!, Polka-schnell op. 221
- Mit Vergnügen!, Polka-schnell op. 228
- Ohne Bremse, Polka-schnell op. 238
- Blüthenkranz Johann Strauss'scher Walzer, dans Chronologischer Reihenfolge von 1844 bis auf die Neuzeit (1894)

Collaborations des frères Strauss
- Trifoilen waltz, avec Johann II et Josef Strauss (1865)
- Schützen quadrille, avec Johann II et Josef Strauss (1866)